# Сунукуль
Сунукуль (рос. Сунукуль) — селище у Чебаркульському районі Челябінської області Російської Федерації.
Входить до складу муніципального утворення Непряхинське сільське поселення. Населення становить 4 особи (2010).

## Історія
Від 1935 року належить до Чебаркульського району Челябінської області.
Згідно із законом від 16 листопада 2004 року органом місцевого самоврядування є Непряхинське сільське поселення.

## Населення
| 2002 | 2010 |
| ---- | ---- |
| 4    | →4   |